# Никос Христодулидис
Никос Христодулидис (на гръцки: Νίκος Χριστοδουλίδης) е кипърски политик от партията „Демократически съюз“.
Роден е на 6 декември 1973 година в Героскипу. През 1997 година завършва политология в Нюйоркския градски университет, след това защитава магистратури по международни отношения в Нюйоркския университет и Малтийския университет, както и докторат в Атинския университет (2003). Същевременно от 1999 година е на дипломатическа работа в кипърското външно министерство, през 2014 – 2018 година е говорител на правителството на президента Никос Анастасиадис, а през 2018 – 2022 година е министър на външните работи.
От 28 февруари 2023 година Никос Христодулидис е президент на Кипър.